# بییاسایاس
بییاسایاس (به اسپانیایی: Villasayas) یک دهستان در اسپانیا است که در سریا واقع شده‌است.

## خصوصیات
بییاسایاس ۶۱ کیلومترمربع مساحت و ۹۶ نفر جمعیت دارد.